# Парвиайнен, Хейди
Хейди Парвиайнен (фин. Heidi Parviainen; 8 марта 1979, Хювинкяа, Уусимаа, Финляндия) — финский музыкант, вокалистка симфо-готик-метал группы Dark Sarah, бывшая вокалистка симфо-пауэр-метал-группы Amberian Dawn. В одном из интервью в 2010 году она призналась, что имя Хейди — сценический псевдоним, однако фамилию Парвиайнен не меняла.

## Биография

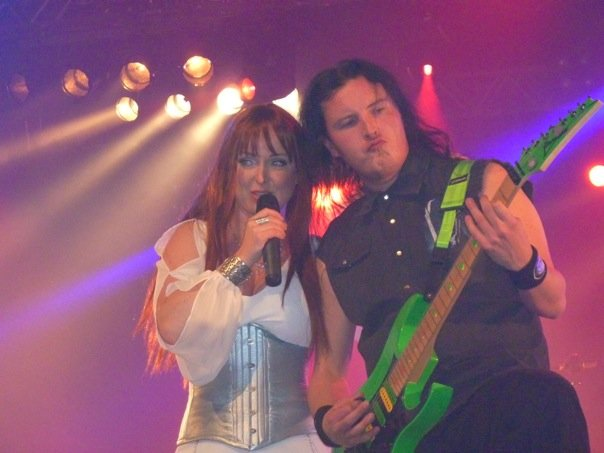
Хейди Парвиайнен и Каспери Хейккинен на концерте в 2009 году

Хейди начала брать уроки пения, когда ей было 14 лет, тогда она даже не задумывалась стать профессиональной исполнительницей. А несколько уроков хотела взять потому, что при пении испытывала боль в горле. В то же время она начала петь в разных хорах и ансамблях. В 1997 году она присоединилась к хеви-метал-группе Iconofear, где исполняла роль клавишника и бэк-вокалистки, а в 2006 году поняла, что может петь на более высоком уровне и стала искать новую группу. В это же время Туомас Сеппала занимался поиском вокалистки для нового проекта. Он связался с Хейди, увидев её объявление. После прослушивания Туомас предложил ей роль вокалистки Amberian Dawn. Ещё до присоединения к группе, Хейди Парвиайнен написала текст для песни «Passing Bells», в качестве теста. Парвиайнен писала лирику ко всем песням группы. В ноябре 2012 года Хейди покинула Amberian Dawn.
После этого она собрала новый проект под названием Dark Sarah. В 2013 году у Dark Sarah вышел сингл «Save Me» и клип на одноимённую песню. Вот что она говорит о последних событиях: «Раньше я смотрела на мир ясным взглядом, любила без оглядки, но я была наивной — мир должен был мне это показать. Я разозлилась на свою слабость и разозлилась на мир. В самых тёмных водоворотах своего разума я стала сильнее и злее и начала меняться. Я работала со своим страхом и превратилась в Dark Sarah. Я не горька, я лишь горько-сладка».

## Дискография

### Amberian Dawn

#### Студийные альбомы
- 2008 — River of Tuoni
- 2009 — The Clouds of Northland Thunder
- 2010 — End of Eden
- 2012 — Circus Black

#### Синглы
- 2009 — «He Sleeps in a Grove»
- 2010 — «Arctica»
- 2012 — «Cold Kiss»

#### Демо
- 2006 — Amberian Dawn

### Dark Sarah

#### Студийные альбомы
- 2015 — Behind the Black Veil
- 2016 — The Puzzle
- 2018 — The Golden Moth
- 2020 — Grim
- 2023 — Attack of Orym

#### Синглы
- 2013 — «Save Me»

### Iconofear

#### EP
- 2003 — Dark
- 2005 — The 13th Circle
- 2006 — The Unbreathing

### Agonia

#### Демо
- 1997 — Demo I

### Приглашения
- 2009 — Children of the Dark Waters (Eternal Tears of Sorrow) (вокал в песне «Tears of Autumn Rain»)
- 2012 — Unsung Heroes (Ensiferum) (хоровое пение)